# Damn Yankees (Band)
Die Damn Yankees waren eine US-amerikanische Rock-Supergroup.

## Bandgeschichte
Die Rockband wurde 1989 von dem Bassisten Jack Blades (Night Ranger), Tommy Shaw (Styx), Ted Nugent und Michael Cartellone, dem heutigen Schlagzeuger von Lynyrd Skynyrd gegründet. Namensgebend war das Musical Damn Yankees.
Das selbstbetitelte Debütalbum wurde am 22. Februar 1990 veröffentlicht und gelangte im Februar 1991 in die US-Album-Charts, nachdem die dritte ausgekoppelte Single, High Enough, im Januar des Jahres Platz 3 der Billboard Hot 100 erreicht hatte und die Verkaufszahlen des Albums dadurch anzogen. 1994 erreichte das Album Doppelplatinstatus.
Nach dem Erscheinen des Albums ging die Band für eineinhalb Jahre auf Welttournee. Titel aus dem Album wurden in den Soundtracks der Spielfilme Valkenvania – Die wunderbare Welt des Wahnsinns und Gremlins 2 – Die Rückkehr der kleinen Monster verwendet. 
1992 erschien ihr zweites Album „Don’t Tread“, welches zwar noch Goldstatus erreichte, sich damit aber nur halb so gut verkaufte wie der Vorgänger. Die Musiker konzentrierten sich danach vor allem auf ihre Solokarrieren oder gingen zu ihren angestammten Bands zurück. 1998 fanden Studioaufnahmen für ein geplantes drittes Album statt, es kam aber nie zur Veröffentlichung. Unter dem Titel Essentials erschien im Jahr 2002 ein Best-of-Album der Band.
Im Januar 2010 kamen die Musiker auf der Musikmesse NAMM in Anaheim zusammen und spielten im Anschluss an einen Auftritt von Night Ranger die Damn-Yankees-Titel „Coming of Age“ und „High Enough“, außerdem Ted Nugents Hit „Cat Scratch Fever“.

## Diskografie

### Studioalben
| Jahr | Titel        | Höchstplatzierung, Gesamtwochen, AuszeichnungChartplatzierungen (Jahr, Titel, Platzierungen, Wochen, Auszeichnungen, Anmerkungen) | Höchstplatzierung, Gesamtwochen, AuszeichnungChartplatzierungen (Jahr, Titel, Platzierungen, Wochen, Auszeichnungen, Anmerkungen) | Höchstplatzierung, Gesamtwochen, AuszeichnungChartplatzierungen (Jahr, Titel, Platzierungen, Wochen, Auszeichnungen, Anmerkungen) | Anmerkungen                            |
| Jahr | Titel        | CH | UK | US | Anmerkungen                            |
| ---- | ------------ | --- | --- | --- | -------------------------------------- |
| 1990 | Damn Yankees | — | — | US13 ×2Doppelplatin · (78 Wo.)US                                                                                                  | Erstveröffentlichung: 22. Februar 1990 |
| 1992 | Don’t Tread  | CH29 (2 Wo.)CH | — | US22 Gold · (28 Wo.)US | Erstveröffentlichung: 1. Oktober 1992  |

### Kompilationen
| Jahr | Titel                      | Anmerkungen                            |
| ---- | -------------------------- | -------------------------------------- |
| 2002 | The Essentials             | Erstveröffentlichung: 16. Juli 2002    |
| 2003 | High Enough and Other Hits | Erstveröffentlichung: 10. Oktober 2003 |
| 2008 | Extended Versions          | Erstveröffentlichung: 26. August 2008  |

### Singles
| Jahr | Titel Album                     | Höchstplatzierung, Gesamtwochen, AuszeichnungChartplatzierungen (Jahr, Titel, Album, Platzierungen, Wochen, Auszeichnungen, Anmerkungen) | Höchstplatzierung, Gesamtwochen, AuszeichnungChartplatzierungen (Jahr, Titel, Album, Platzierungen, Wochen, Auszeichnungen, Anmerkungen) | Höchstplatzierung, Gesamtwochen, AuszeichnungChartplatzierungen (Jahr, Titel, Album, Platzierungen, Wochen, Auszeichnungen, Anmerkungen) | Anmerkungen                          |
| Jahr | Titel Album                     | CH | UK | US | Anmerkungen                          |
| ---- | ------------------------------- | --- | --- | --- | ------------------------------------ |
| 1990 | High Enough Damn Yankees        | — | UK81 (4 Wo.)UK | US3 Gold · (29 Wo.)US | Erstveröffentlichung: April 1990     |
| 1990 | Coming of Age Damn Yankees      | — | — | US60 (12 Wo.)US | Erstveröffentlichung: September 1990 |
| 1991 | Come Again Damn Yankees         | — | — | US50 (10 Wo.)US | Erstveröffentlichung: April 1991     |
| 1992 | Where You Goin’ Now Don’t Tread | — | — | US20 (20 Wo.)US | Erstveröffentlichung: September 1992 |
| 1993 | Silence Is Broken Don’t Tread   | — | — | US62 (10 Wo.)US | Erstveröffentlichung: April 1993     |

## Auszeichnungen für Musikverkäufe
| Goldene Schallplatte - Kanada - 1991: für das Album Damn Yankees |

Anmerkung: Auszeichnungen in Ländern aus den Charttabellen bzw. Chartboxen sind in ebendiesen zu finden.
| Land/RegionAuszeichnungen für Musikverkäufe (Land/Region, Auszeichnungen, Verkäufe, Quellen) | Gold     | Platin     | Verkäufe  | Quellen         |
| -------------------------------------------------------------------------------------------- | -------- | ---------- | --------- | --------------- |
| Kanada (MC)                                                                                  | 2× Gold2 | 2× Platin2 | 3.000.000 | musiccanada.com |
| Vereinigte Staaten (RIAA)                                                                    | Gold1    | —          | 500.000   | riaa.com        |
| Insgesamt                                                                                    | 3× Gold3 | 2× Platin2 |           |                 |